# Wakin Chau
Wakin Chau (周华健 / 周華健, zhōu huájiàn, né le 22 décembre 1960 à Hong Kong), mieux connu sous son nom de scène  Emil Chau, est un chanteur chinois de mandopop vivant à Taïwan. Il chante généralement en mandarin, mais parfois aussi en cantonais. Une de ses chansons ayant eu le plus de succès est Huāxīn (chinois : 花心).

## Biographie
Wakin Chau naît dans un magasin de riz appartenant à sa famille à Sai Ying Pun à Hong Kong, quatrième fils d'une famille de sept enfants. Il est de langue maternelle cantonaise et d'origine chaoshanaise, originaire de Chaoyang, Swatow, Guangdong, en Chine continentale. Il commence à apprendre la guitare vers l'âge de 13 ans. En 1979, il part pour Taipei afin d'étudier les mathématiques à l'université nationale de Taïwan. Pendant ses études, il chante et joue des chansons folkloriques dans les cafés locaux, apprenant à chanter en mandarin.
Dans l'espoir d'entamer une carrière d'artiste, Wakin Chau cherche des contacts dans l'industrie musicale, mais en l'absence de succès, il finit par s'engager comme producteur assistant chez Rock Records, où il écrit des chansons pop pour d'autres artistes. Il est ensuite encouragé par Chyi Yu à interpréter des jingles pour des publicités. L'un de ses jingles pour une publicité automobile est entendu par son patron chez Rock, qui reconnait sa voix et lui donne l'occasion d'enregistrer un album en mandarin, qui est sorti chez Rock Records en 1987.

## Discographie

### Albums studio en mandarin
- 1985 : 最後圓舞曲
- 1987 : 心的方向
- 1988 : 我付出我的真愛 我實現我的夢
- 1989 : 期待更多 付出更多
- 1989 : 最真的夢
- 1990 : 不願一個人
- 1991 : 讓我歡喜讓我憂
- 1993 : 花·心
- 1994 : 風雨無阻
- 1995 : 我願意去等
- 1995 : 愛相隨
- 1996 : 愛的光
- 1997 : 朋友
- 1998 : 有故事的人
- 1999 : 現在
- 2001 : 忘憂草
- 2003 : 一起吃苦的幸福 Love Hotel (Jul 2003)
- 2006 : 雨人
- 2011 : 花旦
- 2013 : 江湖
- 2019 : 少年

### Albums studio en cantonais
- 1994 : 有弦相聚(真的周华健)
- 1995 : 弦途有你(真的周华健 II)
- 1995 : 弦弦全全(真的周华健·完满篇)
- 1996 : 生·生活
- 1997 : 世界由你我開始

### Albums studio en anglais
- 1988 : Sad Without You
- 1991 : Blue Bird
- 1992 : I Remember
- 1993 : Songs of Birds
- 2001 : My Oh My

### Collaborations
- 2008 : Beijing Welcomes You avec divers artistes (seulement sur Sony Music Taiwan)
- 2009 : I Love You Suddenly avec Della Ding - thème de fin de Autumn's Concerto